# آهوچه گورخری
آهوچه گورخری (نام علمی: Cephalophus zebra) نام یک گونه از زیرخانواده غزالک است.